# 6 Feet Beneath the Moon
6 Feet Beneath the Moon é o álbum de estreia do cantor, rapper, compositor e produtor musical inglês, Archy Ivan Marshall, mais conhecido como King Krule. Foi lançado em 24 de Agosto de 2013, aniversário de 19 anos do cantor, pelas gravadoras True Panther Sounds e XL Recordings. 

## Lançamento do álbum
6 Feet Beneath the Moon foi lançado primeiramente na América do Norte pela True Panther Sounds e no resto do mundo pela  XL Recordings. Em 14 de Agosto o álbum foi transmitido ao vivo pelo site de King Krule, com filmagens de câmeras das ruas de Londres, que acompanhavam cada faixa.